# Irmina Zembrzuska-Wysocka

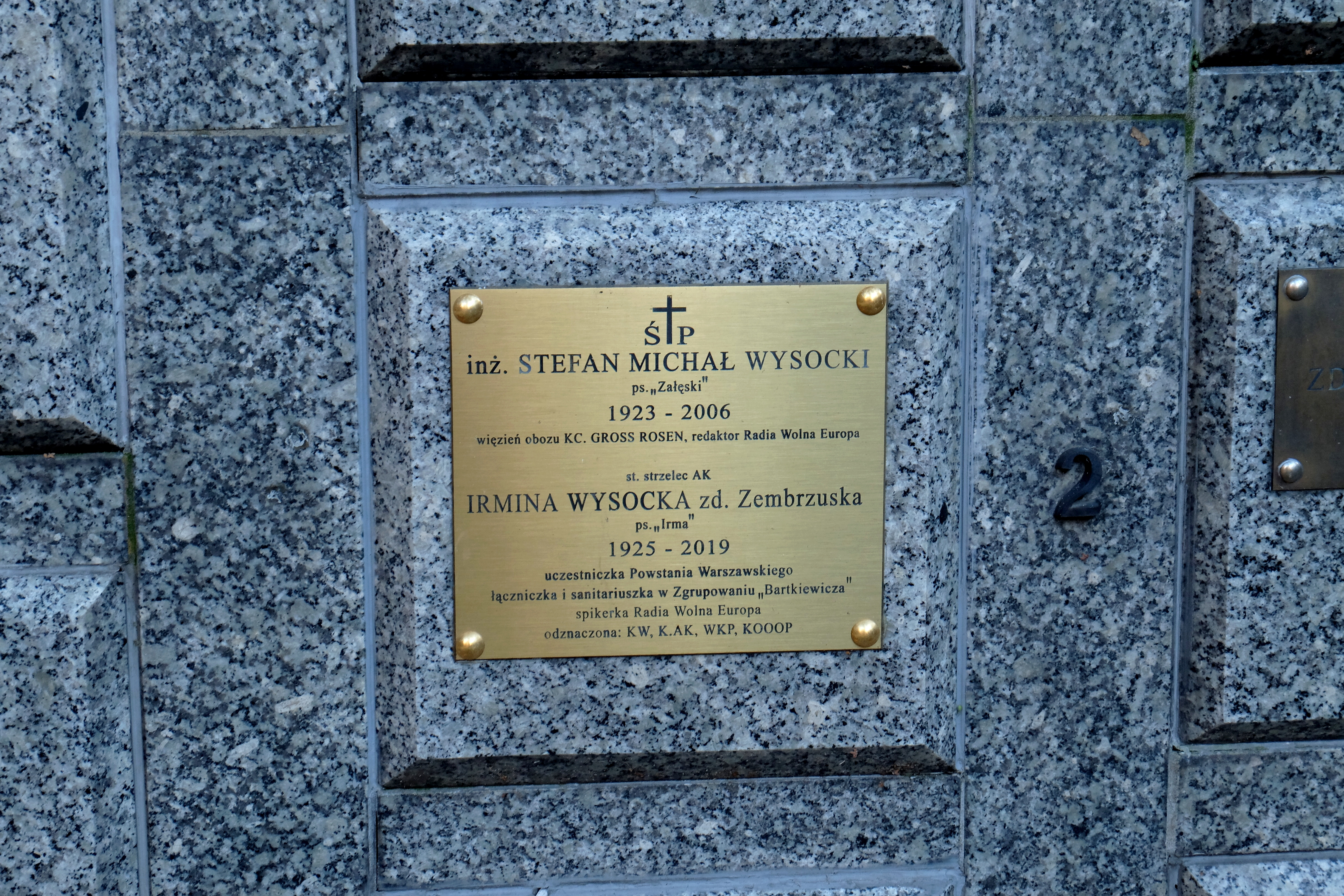
Grób Irminy Zembrzuskiej-Wysockiej na Cmentarzu Wojskowym na Powązkach w Warszawie

Irmina Leokadia Zembrzuska-Wysocka pseudonim „Irma” (ur. 4 grudnia 1925 w Warszawie, zm. 17 lutego 2019 w Monachium) – polska działaczka podziemia niepodległościowego w czasie II wojny światowej, uczestniczka powstania warszawskiego, podporucznik WP w stanie spoczynku, spikerka Radia Wolna Europa.

## Życiorys
Od 1942 działała w konspiracji. Podczas powstania warszawskiego służyła jako sanitariuszka w III plutonie 3. kompanii zgrupowania „Bartkiewicz” – I Obwód „Radwan” AK. Po powstaniu trafiła do niewoli niemieckiej. Po zakończeniu wojny pozostała na emigracji, mieszkając w Wielkiej Brytanii i RFN. Przez blisko 30 lat pracowała jako spikerka w Radiu Wolna Europa. Autorka wspomnień Z Warszawą w sercu (wyd. Państwowy Instytut Wydawniczy, Warszawa 1996). Pochowana w Panteonie Żołnierzy Polski Walczącej (kwatera D18 kolumb. lewe A-3-2) na Cmentarzu Wojskowym na Powązkach w Warszawie

## Odznaczenia
- Krzyż Walecznych[2],
- Krzyż Kawalerski Orderu Odrodzenia Polski[2],
- Krzyż Oficerski Orderu Odrodzenia Polski (2016)[4].